# Silly Thing
Silly Thing (engl. für Dummes Zeug oder Albernes Ding) ist ein Song der Sex Pistols aus ihrer Spätphase, in der sie nur noch zu zweit waren. Er wurde 1979 veröffentlicht. Es war die dritte Single die als Werbung für den Film The Great Rock ’n’ Roll Swindle veröffentlicht wurde. Der Song wurde vom Schlagzeuger Paul Cook und dem Gitarristen Stephen „Steve“ Philip Jones geschrieben. Er wurde aufgenommen, nachdem der eigentliche Leadsänger der Band, Johnny Rotten, ausgestiegen war. 
Normalerweise spielte Jones im Studio nicht nur Gitarre, sondern auch Bass, um musikalische Unzulänglichkeiten von Sid Vicious, des offiziellen Bassisten der Band, auszugleichen.

## Silly Thing (A-Seite)

### Paul Cook - Album-Version
Bei der Originalversion des Songs singt Paul Thomas Cook. Es ist die erste und einzige Studioeinspielung der Sex Pistols, bei der er singt. Die Akkorde sind schlicht. Im Original-Video singen sowohl Cook als auch Jones. Jones wird vierfach nebeneinander montiert, beide zusammen sind sogar kurzzeitig dreifach zu sehen. Die Kostüme werden häufig gewechselt. Es existiert sogar ein alternatives Video mit tanzenden Damen. Das sieht jedoch nicht mehr so richtig nach Punk aus. Der Song wurde in den Regents Park Studios in London von Toningenieur Steve Lipson im April oder Mai 1978 aufgenommen. Die Aufnahme weiterer Gitarren Overdubs und das abschließende Abmischen fand Ende Mai 1978 in den Rockfield Studios in Wales statt. Produzent war Dave Goodman.
Diese Originalversion von Silly Thing ist auf dem Filmmusik Album von The Great Rock ’n’ Roll Swindle zu hören und den Singles in Neuseeland, Frankreich und Japan.
Ein anderer Mix dieser Version, bei der Cook die Strophen und Jones den Refrain sang, wurde 1988 in Japan veröffentlicht. Gemeinsam mit einem Outtake aus denselben Aufnahmesitzungen, der Originalversion der Jones / Cook-Komposition Here We Go Again.

### Steve Jones - Single-Version
In der zweiten Märzwoche 1979 spielten Jones an der E-Gitarre und Cook mit Toningenieur Bill Price in den Wessex Studios eine neue Version des Songs ein. Dabei war Andy Allen am E-Bass. Er spielte bei den Lightning Raiders, aus denen später zusammen mit Cook und Jones die Professionals wurden. Diese Version von Silly Thing wurde für die Singles verwendet, die in Großbritannien, Australien, Deutschland und Portugal veröffentlicht wurden. Sie ist ebenfalls für den Sex Pistols Sampler Kiss This 1992 zu hören.

## Who Killed Bambi?(B-Seite 1. Version)
Der Song Who Killed Bambi? wurde von Edward Tudor-Pole komponiert und gesungen. Der Text ist von Vivienne Westwood. Er wurde zusammen mit einem 45 Personen Orchester aufgenommen, arrangiert und dirigiert von Andrew Jackman. Die Aufnahme fand im Sommer 78 in einem Studio in Wembley statt. Tudor-Poles Gesang wurde später hinzugefügt. Die entsprechende Filmsequenz von Tudor-Pole ist zusammen mit der Schauspielerin Irene Handl im Rainbow Theatre in London gedreht worden.

## Somethin' Else(B-Seite andere Version)
Aufgenommen im Februar 1979 in den Regents Park Studios. Nummer 3 Hit in der UK Singles Charts. Der Song wurde drei Wochen nach dem Tod von Vicious veröffentlicht. Es gibt ein paar (geringfügige) Änderungen am Text. Der erste Vers wurde zum Beispiel geändert, von „Hier kommt das Mädchen wieder / Wollte mit ihr ausgehen, da ich nicht weiß wann“ zu „Hier kommt das Mädchen wieder / Eine von den süßesten seit ich nicht weiß wann“. Der dritte Vers wurde angepasst von „Hart gearbeitet und meinen Zaster gespart / ich werde das Auto kaufen, das ich mir so gewünscht habe“ zu „Hart gearbeitet und meinen Zaster gespart / Ich kaufe das Auto und lade mit Joe auf“.
- Gesang – Sid Vicious
- Produzent – Steve Jones
- Toningenieur - Stephen Lipson
- Geschrieben von – Eddie Cochran, Shari Sheeley[13][14]

## Charts
In Großbritannien war die Single acht Wochen in den Top 75 und erreichte am 7. April 1979 Platz 6.